# Бомонт, Хью
Хью Бомонт (англ. Hugh Beaumont), полное имя Юджин Хью Бомонт (англ. Eugene Hugh Beaumont; 16 февраля 1909 года — 14 мая 1982 года) — американский актёр и телережиссёр, наиболее известный своими киноролями в фильмах 1940-50-х годов, а также работами на телевидении в 1950-60-х годах.
В кино наряду с ролями в таких нуаровых картинах, как «Падший воробей» (1943), «Седьмая жертва» (1943), «Апология убийства» (1945), «Похороните меня мёртвой» (1947) и «Денежное безумие» (1948), Бомонт известен по роли детектива Майкла Шейна, которую он сыграл в пяти фильмах в 1946-47 годах.
Позднее Бомонт стал широко известен, прежде всего, американской публике, как исполнитель роли отца семейства Уорда Кливера в популярном телесериале «Предоставьте это Биверу», который выходил в эфир в 1957—1963 годах.

## Ранние годы и образование
Хью Бомонт родился 16 февраля 1909 года в Лоренсе, Канзас. Его отец был коммивояжёром, и потому семья часто переезжала с места на место. Окончив школу в Чаттануге, Теннесси, он поступил в Университет штата Теннесси, где увлекался американским футболом. В 1931 году Бомонт начал карьеру в шоу-бизнесе, выступая в театрах, ночных клубах и на радио.
Позднее, уже в 1946 году, он окончил Университет Южной Калифорнии, став магистром теологии. На протяжении многих лет Бомонт работал в качестве мирского пастыря, в том числе и во время своей актёрской карьеры.

## Карьера в кино в 1940—1965 годах
Впервые Бомонт обратил на себя внимание на конкурсе талантов «Дорога в Голливуд». В 1940 году его пригласили в Голливуд, где в течение трёх лет сыграл более чем в 30 фильмах, часто без упоминания в титрах. Начиная с 1943 года, Бомонт стал получать более весомые роли. Как отмечает историк кино Хэл Эриксон, «в то время, пока большинство ведущих актёров призывного возраста были на Второй мировой войне, Бомонт наслаждался кратким очарованием звёздности».
Одним из первых заметных фильмов Бомонта стал нуаровый шпионский триллер «Падший воробей» (1943), в котором он сыграл роль нацистского агента, который под видом норвежского антифашиста Отто Скааса внедряется в светские нью-йоркские круги с целью вербовки и получения важных секретных данных. В конечном итоге боевой американский офицер (Джон Гарфилд) разоблачает как самого Скааса, так и всю преступную сеть, в которую тот входит. Следующим значимым фильмом Бомонта стал психологический триллер «Седьмая жертва» (1943), где он сыграл роль адвоката, который пытается помочь молодой девушке (Ким Хантер) выяснить судьбу её сестры, ставшей жертвой тоталитарной секты сатанистов.
В фильме нуар «Апология убийства» (1945) Бомонт сыграл главную роль крутого репортёра, который влюбляется в соблазнительную красавицу (Энн Сэвидж) и по её наущению убивает её старого мужа, однако перед собственной смертью сознаётся в содеянном. В том же году он сыграл (без указания в титрах) в двух заметных военных картинах — «Кровь на солнце» (1945) с Джеймсом Кэгни и «Цель — Бирма» (1945) с Эрролом Флинном.
Как отметила «Нью-Йорк Таймс», карьера актёра «достигла своего пика с кинокартинами про частного сыщика Майкла Шейна, в которых Бомонт сыграл главную роль». Первоначально, в 1940-42 годах герой крутых детективных романов Бретта Халлидея Майкл Шейн появился в семи фильмах студии Twentieth Century Fox, где роль частного сыщика играл Ллойд Нолан. После того, как студия отказалась от продолжения работы над сериалом, его подхватила студия «бедного ряда» PRC, сделав в 1946 году пять фильмов про Майкла Шейна с Бомонтом в роли сыщика. По мнению Эриксона, назначению Бомонта на роль «способствовало его отдалённое внешнее сходство с Ноланом». Однако, как отмечает Эриксон, «с окончанием Второй мировой войны Бомонт вернулся к характерным ролям». В частности, в фильме нуар «Синий георгин» (1946) Бомонт сыграл демобилизованного из-за проблем со зрением лётчика и боевого товарища главного героя (Алан Лэдд), на которого в какой-то момент падает подозрение в убийстве неверной жены последнего.
Послевоенная мелодрама «Вина Джанет Эймс» (1947) рассказывает историю женщины (Розалинд Расселл), которая решила разыскать пятерых людей, которых ценой своей жизни спас её муж. Одним из них оказывается герой Бомонта (в титрах не указан), который в одиночку воспитывает дочь. Вместе с тем, как отмечает Эриксон, в тот период Бомонт «сыграл и немало злодеев». В частности, в фильме нуар «Похороните меня мёртвой» (1947) он исполнил роль семейного адвоката, который с помощью убийства пытался завладеть состоянием богатой семьи. В фильме нуар «Денежное безумие» (1948) он предстал в образе коварного похитителя денег, который ради прикрытия своего преступления женится на молодой девушке из маленького городка, а затем с её помощью отмывает украденные деньги, что в итоге приводит к убийству.
В 1951 году Бомонт сыграл частного сыщика-любителя Денниса О’Брайена в трёх низкобюджетных фильмах нуар «Пирс 23», «Ревущий город» и «Зона опасности», которые выпустила студия Lippert Pictures. Как было указано в Daily Variety от 14 июня 1951 года, каждый из фильмов состоял из двух 30-минутных сегментов, которые можно было бы показывать по телевидению после проката фильма в кинотеатрах. Однако никакого подтверждения трансляции фильмов по телевидению не имеется. В том же году Бомонт сыграл лейтенанта в вестерне «Последний пост» (1951), а также в фантастической приключенческой ленте «Потерянный континент» (1951), где в составе группы учёных его герой оказывается на острове, заселённом динозаврами.
На следующий год Бомонт сыграл в фильме нуар «Ночь без сна» (1952), исполнив роль доброго друга главного героя (Гэри Меррилл), который на следующий день после пьяного загула обнаруживает дома труп жены. В 1950-е годы Бомонт часто появлялся в картинах крупных студий, но в небольших ролях без упоминания в титрах. Наиболее значимую такую роль он сыграл на студии Twentieth Century Fox в нуаровой мелодраме «Телефонный звонок от незнакомца» (1952), исполнив роль доктора, который гибнет в автокатастрофе из-за опрометчивого вождения его друга и коллеги (Майкл Ренни). Он также сыграл в успешной приключенческой мелодраме Universal «Игрок из Миссисипи» (1953) с Тайроном Пауэром в главной роли, а также в мелодраме «Бунт Мэйми Стоувер» (1956) на Twentieth Century Fox, где исполнил роль копа, который советует девушке для досуга (Джейн Расселл) убираться из города. Свою последнюю роль в кино Бомонт сыграл в вестерне Universal «Ночной проход» (1957) с участием Джеймса Стюарта.

## Карьера на телевидении в 1950-1971 годах
С 1952 по 1953 год Бомонт был закадровым рассказчиком в криминальном телесериале «Отряд», основанном на делах вымышленного детектива капитана Джона Брэддока, который разоблачает мошенников в крупном городе. Он был священником в эпизоде сериала «Одинокий рейнджер» (1952), сыграл гостевую роль бывшего заключённого, который пытается вернуть доверие сына, в эпизоде сериала «Приключения Супермена» (1953) и трижды сыграл в сериале «Общественный защитник», который шёл на канале CBS в 1954-55 годах. Бомонт также сыграл в детективном телесериале «Городской детектив» (1954) и вновь создал образ священника в эпизоде религиозного сериала «Перекрёстки» (1955) . Затем актёр появился в одном из первых эпизодов популярного вестерн-сериала студии CBS «Мой друг Флика» (1955) и был гостевой звездой в эпизоде детективного сериала «Знакомьтесь: Макгроу» (1957). В 1955 году Бомонт сыграл важную роль в одном из первых двух пилотных эпизодов сериала «Лесси», представ в качестве руководителя водной компании, который хочет выкупить колодец семьи Миллеров. В июле 1957 года Бомонт в симпатичном ключе сыграл знаменитого бандита Джессе Джеймса в вестерн-сериале «Истории Уэллс-Фарго» (1957) .

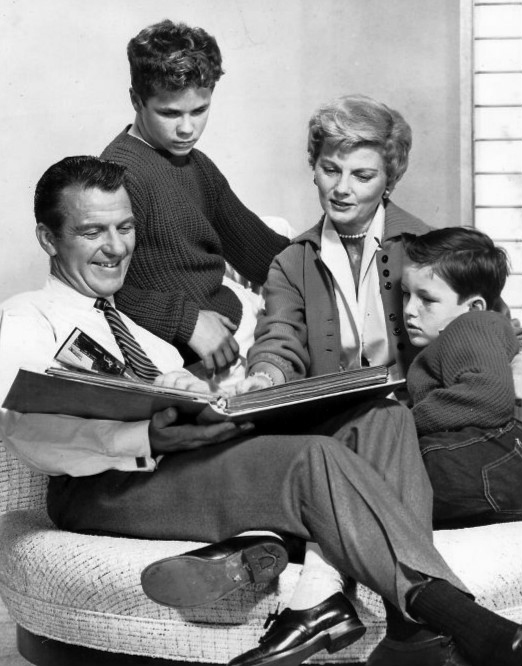
Семья Кливеров из телесериала «Предоставьте это Биверу» (1960). Крайний слева — Бомонт в роли Уорда Кливера

В 1957 году Бомонт «получил свою самую известную роль» Уорда Кливера, философствующего отца из городского пригорода, в телевизионном ситкоме «Предоставьте это Биверу» (1957-63). В этой семейной комедии «Бомонт играл спокойного, рассудительного отца и главу архетипического семейства из пригорода, в которое входили его жена Джун (её играла Барбара Биллингсли), а также двое сыновей — Бивер (Джерри Матерс) и Уолли (Тони Доу)». По словам Эриксона, «хотя Бомонт и отчаивался, что сериал может разрушить его шансы на получение хороших ролей, он остался работать в сериале вплоть до его закрытия в 1963 году». Кроме того, Бомонт сам написал и поставил несколько эпизодов этого сериала . Исполнение роли главы семейства Кливеров поставило Бомонта на 28 место в списке «50 самых выдающихся телевизионных отцов всех времён», который опубликовал журнал TV Guide 20 июня 2004 года.
После завершения производства «Предоставьте это Биверу» Бомонт сыграл несколько гостевых ролей в таких телесериалах, как «Виргинцы» (1966-68), «Станция Юбочкино» (1966-67) и «Мэнникс» (1968-70). В феврале 1966 года, через 11 лет после своего первого появления в телесериале «Лесси», он снова стал гостевой звездой этого популярного сериала .

## Актёрское амплуа и оценка творчества
Как отметил Эриксон, «Бомонт обладал приветливой внешностью и учтивыми манерами, благодаря чему играл преимущественно положительные роли, однако иногда ему приходилось исполнять и отрицательных персонажей». Бомонт начал сниматься в кино в 1940 году, сыграв более чем в тридцати фильмах. Часто он играл небольшие и эпизодические характерные роли, иногда без упоминания в титрах. По мнению «Нью-Йорк Таймс», в кино он был успешен на протяжении нескольких лет, особенно на рубеже 1940-50-х годов, после чего переключил своё внимание на телевидение.

## Прочие занятия и карьера после ухода из шоу-бизнеса
Бомонт также был успешными писателем, продав несколько радио- и телесценариев, а также рассказов в журналы. Помимо этого, большую часть своей карьеры он был мирским пастырем методистской церкви.
В конце 1960-х годов Бомонт ушёл из шоу-бизнеса и переехал в Миннесоту, занявшись совершенно новым для себя делом выращивания новогодних елей в Гранд-Рапидс. В 1972 году после инсульта Бомонт окончательно вышел на пенсию.

## Личная жизнь
В 1942 году Бомонт женился на актрисе Кэтрин Адамс, которая позднее стала дипломированным психологом. У них было трое детей — Хантер, Кристи и Марк. В 1974 году брак закончился разводом.

## Смерть
Хью Бомонт умер 14 мая 1982 года в возрасте 72 лет от сердечного приступа в Мюнхене, Германия, во время посещения своего сына Хантера, который работал там преподавателем психологии. Его тело было кремировано, и прах был развеян на тогдашнем семейном острове озере Уабана, недалеко от Гранд-Рапидса, штат Миннесота.
В начале 1980-х годов в Техасе была образована панк-рок-группа The Hugh Beaumont Experience, соединившая в своём названии имя актера с именем группы Джимми Хендрикса.

## Фильмография
| Год       |     | Русское название                             | Оригинальное название             | Роль                                                               |
| --------- | --- | -------------------------------------------- | --------------------------------- | ------------------------------------------------------------------ |
| 1940      | кор | Хорошие плохие мальчики                      | Good Bad Boys                     | помощник судьи (в титрах не указан)                                |
| 1940      | кор | Покупатель, осторожно                        | Buyer Beware                      | помощник инспектора Томаса (в титрах не указан)                    |
| 1940      | ф   | Секретная семёрка                            | The Secret Seven                  | рэкетир с юга (в титрах не указан)                                 |
| 1940      | ф   | Призрачные всадники                          | Phantom Raiders                   | моряк (в титрах не указан)                                         |
| 1941      | кор | Запретный путь                               | Forbidden Passage                 | Клементс                                                           |
| 1941      | кор | Я уважаю закон                               | I Respect the Law                 | репортёр (в титрах не указан)                                      |
| 1941      | ф   | К югу от Панамы                              | South of Panama                   | Пол Мартин                                                         |
| 1941      | ф   | Частная медсестра                            | Private Nurse                     | Макдональд (в титрах не указан)                                    |
| 1941      | ф   | Незаконченное дело                           | Unfinished Business               | Хью, жених (в титрах не указан)                                    |
| 1941      | ф   | Уик-энд в Гаване                             | Week-End in Havana                | офицер клиппера (в титрах не указан)                               |
| 1942      | ф   | Прямо к сердцу                               | Right to the Heart                | Уилли Донован                                                      |
| 1942      | кор | Пусть плывут                                 | Keep ‘Em Sailing                  | химик ФБР (в титрах не указан)                                     |
| 1942      | ф   | Северо-западные рейнджеры                    | Northwest Rangers                 | Уоррен, всадник, который находит тело Фаулера (в титрах не указан) |
| 1942      | ф   | Остров Уэйк                                  | Wake Island                       | капитан (в титрах не указан)                                       |
| 1942      | ф   | Лейтенент ВВС                                | Flight Lieutenant                 | кадет Джон Макгиннис (в титрах не указан)                          |
| 1942      | ф   | Жена выбирает лётчика                        | The Wife Takes a Flyer            | немецкий офицер (в титрах не указан)                               |
| 1942      | ф   | К берегам Триполи                            | To the Shores of Tripoli          | дежурный (в титрах не указан)                                      |
| 1942      | ф   | Зона канала                                  | Canal Zone                        | радиооператор (в титрах не указан)                                 |
| 1943      | ф   | Он нанял босса                               | He Hired the Boss                 | Джордан                                                            |
| 1943      | ф   | Благословенное событие Мексиканской амазонки | Mexican Spitfire's Blessed Event  | Джордж Шарп                                                        |
| 1943      | ф   | Падший воробей                               | The Fallen Sparrow                | Отто Скаас                                                         |
| 1943      | ф   | Седьмая жертва                               | The Seventh Victim                | Грегори Уорд                                                       |
| 1943      | ф   | Кое-что о солдате                            | There's Something About a Soldier | лейтенант Мартин                                                   |
| 1943      | ф   | Дюбарри была дамой                           | Du Barry Was a Lady               | лакей (в титрах не указан)                                         |
| 1943      | ф   | Бомбардир                                    | Bombardier                        | солдат (в титрах не указан)                                        |
| 1943      | ф   | Полёт к свободе                              | Flight for Freedom                | лётный инструктор (в титрах не указан)                             |
| 1944      | ф   | Рэкетир                                      | The Racket Man                    | «Ирландец» Даффи                                                   |
| 1944      | ф   | Практически Ваш                              | Practically Yours                 | киномонтажёр (в титрах не указан)                                  |
| 1944      | ф   | Они живут в страхе                           | They Live in Fear                 | инструктор (в титрах не указан)                                    |
| 1944      | ф   | Странный роман                               | Strange Affair                    | детектив Кейри (в титрах не указан)                                |
| 1944      | ф   | Я люблю солдата                              | I Love a Soldier                  | Джон (в титрах не указан)                                          |
| 1944      | ф   | Седьмой крест                                | The Seventh Cross                 | водитель грузовика (в титрах не указан)                            |
| 1945      | ф   | Дама сознаётся                               | The Lady Confesses                | Ларри Крейг                                                        |
| 1945      | ф   | Кровь на солнце                              | Blood on the Sun                  | Джонни Кларк (в титрах не указан)                                  |
| 1945      | ф   | Контратака                                   | Counter-Attack                    | русский лейтенант (в титрах не указан)                             |
| 1945      | ф   | Цель: Бирма!                                 | Objective, Burma!                 | капитан Хенесси (в титрах не указан)                               |
| 1945      | ф   | Апология убийства                            | Apology for Murder                | Кенни Блейк                                                        |
| 1945      | ф   | Блондинка из Бруклина                        | Blonde form Brooklyn              | лейтенант (в титрах не указан)                                     |
| 1946      | ф   | Убийство – это моё дело                      | Murder Is My Business             | Майкл Шейн                                                         |
| 1946      | ф   | Синий георгин                                | The Blue Dahlia                   | Джордж Копленд                                                     |
| 1946      | ф   | Кража в её сердце                            | Larceny in Her Heart              | Майкл Шейн                                                         |
| 1946      | ф   | Блондинка на день                            | Blonde for a Day                  | Майкл Шейн                                                         |
| 1947      | ф   | Трое на билет                                | Three on a Ticket                 | Майкл Шейн                                                         |
| 1947      | ф   | Вина Джанет Эймс                             | The Guilt of Janet Ames           | Фрэнсис «Фрэнк» Мерино                                             |
| 1947      | ф   | Слишком много победителей                    | Too Many Winners                  | Майкл Шейн                                                         |
| 1947      | ф   | Подставили!                                  | Railroaded!                       | сержант полиции Микки Фергюсон                                     |
| 1947      | ф   | Похороните меня мёртвой                      | Bury Me Dead                      | Майкл Данн                                                         |
| 1948      | ф   | Достать с небес                              | Reaching from Heaven              | Билл Старлинг                                                      |
| 1948      | ф   | Денежное безумие                             | Money Madness                     | Стив Кларк                                                         |
| 1948      | ф   | Фальшивомонетчики                            | The Counterfeiters                | Филипп Дрейк                                                       |
| 1949      | ф   | Токийский Джо                                | Tokyo Joe                         | майор военной полиции (в титрах не указан)                         |
| 1950      | ф   | Второй шанс                                  | Second Chance                     | пастор Доктор Эмори                                                |
| 1950      | с   | Серебряный театр                             | The Silver Theatre                | Гарри Хэмилтон                                                     |
| 1950      | с   | Видеотеатр от «Люкс» (2 эпизода)             | Lux Video Theatre                 | Ларри/Джордж                                                       |
| 1951      | ф   | Последний форпост                            | The Last Outpost                  | лейтенант Фентон                                                   |
| 1951      | ф   | Зона опасности                               | Danger Zone                       | Деннис О’Брайен                                                    |
| 1951      | ф   | Ревущий город                                | Roaring City                      | Деннис О’Брайен                                                    |
| 1951      | ф   | Пирс 23                                      | Pier 23                           | Деннис О’Брайен                                                    |
| 1951      | ф   | Затерянный континент                         | Lost Continent                    | Роберт Филлипс                                                     |
| 1951      | ф   | Наземный телеграф                            | Overland Telegraph                | Брэд Робертс                                                       |
| 1951      | ф   | Мистер Бельведер звонит в звонок             | Mr. Belvedere Rings the Bell      | полицейский (в титрах не указан)                                   |
| 1951      | ф   | Дикие барабаны                               | Savage Drums                      | Билл Фентон (в титрах не указан)                                   |
| 1951      | ф   | История родного городка                      | Home Town Story                   | Боб Макфарленд (в титрах не указан)                                |
| 1951      | ф   | Цель неизвестна                              | Target Unknown                    | американский высокопоставленный военный (в титрах не указан)       |
| 1951      | с   | Театр Бигелоу                                | The Bigelow Theatre               | Гарри Хамильтон                                                    |
| 1952      | ф   | Дикий жеребец                                | Wild Stallion                     | капитан Уилмарт                                                    |
| 1952      | ф   | Вашингтонская история                        | Washington Story                  | капеллан – Палата представителей (в титрах не указан)              |
| 1952      | ф   | Звуки горна днём                             | Bugles in the Afternoon           | лейтенант Кук (в титрах не указан)                                 |
| 1952      | ф   | Телефонный звонок от незнакомца              | Phone Call from a Stranger        | доктор Тим Брукс (в титрах не указан)                              |
| 1952      | ф   | Ночь без сна                                 | Night Without Sleep               | Джон Харкнесс                                                      |
| 1952      | с   | Опасное задание (3 эпизода)                  | Dangerous Assignment              | Дин/Сондерс/Билл Кейн                                              |
| 1952      | с   | Хопалонг Кэссиди                             | Hopalong Cassidy                  | Хэнк Скофилд                                                       |
| 1952—1953 | с   | Отряд (33 эпизода)                           | Racket Squad                      | рассказчик                                                         |
| 1953      | ф   | Игрок Миссисипи                              | The Mississippi Gambler           | Кеннерли (в титрах не указан)                                      |
| 1953      | с   | Одинокий рейнджер                            | The Lone Ranger                   | священник Рэнди Робертс                                            |
| 1953      | с   | Большой город                                | Big Town                          | Карл Кестен/Родни Митчелл                                          |
| 1953      | с   | Приключения Супермена                        | Adventures of Superman            | Дэн Грейсон                                                        |
| 1953      | с   | Театр от «Шеврон»                            | Chevron Theatre                   |                                                                    |
| 1953      | с   | Топпер                                       | Topper                            | Эд Меррилл                                                         |
| 1953—1954 | с   | Театр у камина (2 эпизода)                   | Fireside Theatre                  |                                                                    |
| 1953—1956 | с   | Театр звезд от «Шлиц» (3 эпизода)            | Schlitz Playhouse of Stars        | Том Саттон/Джон Харрис                                             |
| 1953—1956 | с   | Театр Четырёх звёзд (5 эпизодов)             | Four Star Playhouse               | разные роли                                                        |
| 1953—1956 | с   | Телевизионный театр от «Форд» (2 эпизода)    | The Ford Television Theatre       | маршал Фергюсон/шериф Бёрнс                                        |
| 1953—1956 | с   | Письмо к Лоретте (7 эпизодов)                | Letter to Loretta                 | разные роли                                                        |
| 1954      | с   | Опознание                                    | The Line-Up                       | Чарльз Лански                                                      |
| 1954      | с   | Городской детектив                           | City Detective                    | Филипп Мэрриам                                                     |
| 1954      | с   | Порт                                         | Waterfront                        | Рой Мартин                                                         |
| 1954      | с   | Студия 57                                    | Studio 57                         | Чарльз Крейн                                                       |
| 1954      | с   | Опознание                                    | The Lineup                        | Чарльз Лански                                                      |
| 1954—1955 | с   | Общественный защитник (3 эпизода)            | Public Defender                   | Эд Макграт/Джил Боуман                                             |
| 1954—1956 | с   | Кавалькада Америки (3 эпизода)               | Cavalcade of America              | отец Верр/тренер Джек Коди/Льюис Грэм                              |
| 1955      | ф   | Горизонт ада                                 | Hell's Horizon                    | сержант Эл Траск                                                   |
| 1955      | тф  | Индо-американец                              | Indian American                   | Брат Дэвид                                                         |
| 1955      | с   | Театр от «Пепси-Кола»                        | The Pepsi-Cola Playhouse          | Джефф Рэйни                                                        |
| 1955      | с   | Медик                                        | Medic                             | полковник Уилл Робертс                                             |
| 1955      | с   | Миллионер                                    | The Millionaire                   | доктор Портер                                                      |
| 1955      | с   | Театр научной фантастики                     | Science Fiction Theatre           | доктор Гай Стэнтон                                                 |
| 1955      | с   | Мой друг Флика                               | My Friend Flicka                  | Симмонс                                                            |
| 1955      | с   | Перекрёстки                                  | Crossroads                        | священник Клифтон Р. Понд                                          |
| 1955      | с   | Театр научной фантастики                     | Science Fiction Theatre           | доктор Гай Стэнтон                                                 |
| 1955      | с   | Стальное касание                             | The Touch of Steel                | полковник Лэндер                                                   |
| 1955—1956 | с   | Кульминация (2 эпизода)                      | Climax!                           |                                                                    |
| 1955—1966 | с   | Лесси (2 эпизода)                            | Lassie                            | Джим/мистер Сондерс                                                |
| 1956      | ф   | Подземное население                          | The Mole People                   | доктор Джад Белламин                                               |
| 1956      | ф   | Бунт Мейми Стовер                            | The Revolt of Mamie Stover        | полицейский в Сан-Франциско (в титрах не указан)                   |
| 1956      | с   | Утренний театр                               | Matinee Theatre                   |                                                                    |
| 1956      | с   | Под именем Майк Эркюль                       | Alias Mike Hercules               | Майк Эркюль                                                        |
| 1956      | с   | Театр знаменитостей                          | Celebrity Playhouse               |                                                                    |
| 1957      | ф   | Опасный перегон                              | Night Passage                     | Джефф Курт                                                         |
| 1957      | с   | Истории Уэллс-Фарго                          | Tales of Wells Fargo              | Джесси Джеймс                                                      |
| 1957      | с   | Знакомьтесь: Макгроу                         | Meet McGraw                       | Клэй Фаррелл                                                       |
| 1957—1963 | с   | Предоставьте это Биверу (234 эпизода)        | Leave It to Beaver                | Уорд Кливер                                                        |
| 1964      | с   | Караван повозок                              | Wagon Train                       | Джед Хэлик                                                         |
| 1964—1965 | с   | Валентинов день (2 эпизода)                  | Valentine’s Day                   | мистер Фриман/Стэнли                                               |
| 1965      | ф   | Человеческие дубликаторы                     | The Human Duplicators             | Остин Уэллс                                                        |
| 1966—1968 | с   | Виргинцы (3 эпизода)                         | The Virginian                     | майор Джеймс Карлтон/Чарльз Мартин/Магвайр                         |
| 1966—1967 | с   | Станция Юбочкино (3 эпизода)                 | Petticoat Junction                | доктор Дональд Эллиотт/Ронни Бекман                                |
| 1968—1970 | с   | Мэнникс (3 эпизода)                          | Mannix                            | Хэммонд/мистер Колдер/Фрэнк Эбботт                                 |
| 1970      | с   | Доктор Маркус Уэлби                          | Marcus Welby, M.D.                | Джим Вагнер                                                        |
| 1970      | с   | Медицинский центр                            | Medical Center                    | доктор Фрэнк Симпсон                                               |
| 1971      | с   | Самая смертельная игра                       | The Most Deadly Game              | доктор Доминик                                                     |